# Secció de bàsquet del Futebol Clube do Porto
El Futebol Clube do Porto de basquetbol és la secció de bàsquet del FC Porto.

## Palmarès
- Lliga portuguesa de basquetbol: 12
  - 1951/52, 1952/53, 1971/72, 1978/79, 1979/80, 1982/83, 1995/96, 1996/97, 1998/99, 2003/04, 2010/11, 2015/16
- Copa portuguesa de basquetbol: 16
  - 1978/79, 1985/86, 1986/87, 1987/88, 1990/91, 1996/97, 1998/99, 1999/00, 2003/04, 2005/05, 2006/07, 2009/10, 2011/12, 2018/19, 2023/24, 2024/25
- Supercopa portuguesa de basquetbol: 8
  - 1986, 1997, 1999, 2004, 2011, 2016, 2019, 2024
- Copa de la Lliga portuguesa de basquetbol: 8
  - 1999/00, 2001/2002, 2003/04, 2007/08, 2009/10, 2011/12, 2015/16, 2020/21
- Torneig de Campions portuguès de basquetbol: 1
- 2005/06
- António Pratas Trophy: 1
  - 2010/11

## Jugadors destacats
- Dale Dover
- Tó Ferreira
- Fernando Sá
- Júlio Matos
- Jared Miller
- Kevin Nixon
- Rogelio Legasa
- Wayne Engelstad
- Paulo Pinto
- Scott Stewart
- Rui Santos
- João Rocha
- Nuno Marçal